# Lumbricillus fossarum
Lumbricillus fossarum is een ringworm uit de familie van de Enchytraeidae. De wetenschappelijke naam van de soort is voor het eerst geldig gepubliceerd in 1879 door Tauber.